# Ліпсери
Ліпсе́ри (рос. Липсеры, чув. Лĕпсер) — присілок у складі Цівільського району Чувашії, Росія. Входить до складу Тувсинського сільського поселення.
Населення — 152 особи (2010; 151 у 2002).
Національний склад:
- чуваші — 100 %